# 과천갈현초등학교
과천갈현초등학교(果川葛峴初等學校)는 대한민국 경기도 과천시에 있는 공립 초등학교이다.

## 학교 연혁
- 2021년 7월 1일 : 교명 과천갈현초등학교 선정[2]
- 2022년 9월 1일 : 개교 (초등 44학급, 특수 1학급, 유치원 3학급 규모)